# 蓬皮杜广场
蓬皮杜广场（Place Georges-Pompidou）是巴黎第四区的一个广场，位于蓬皮杜中心西侧，得名于法国总统蓬皮杜，于1979年11月21日命名。 

## 画廊

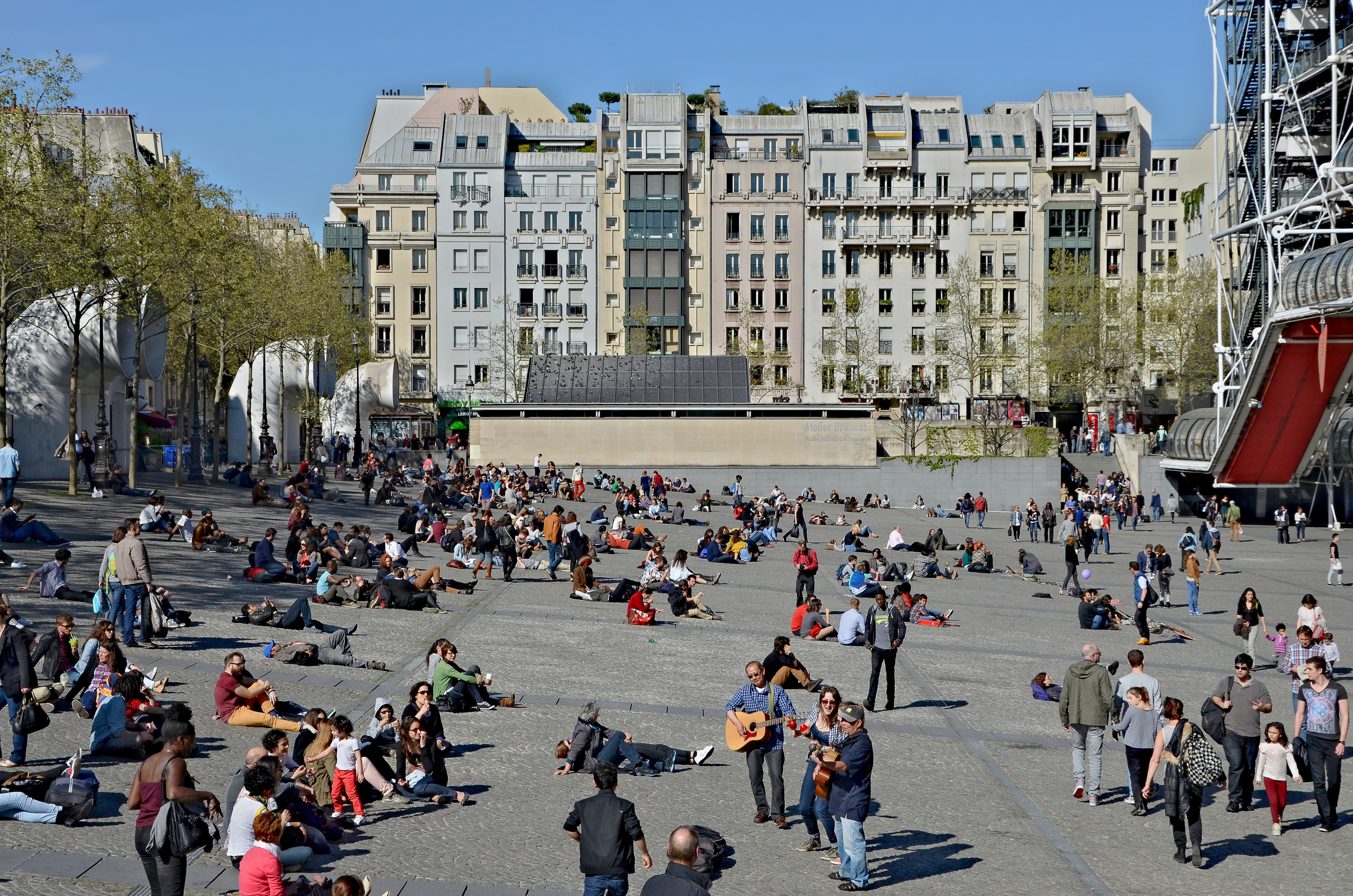
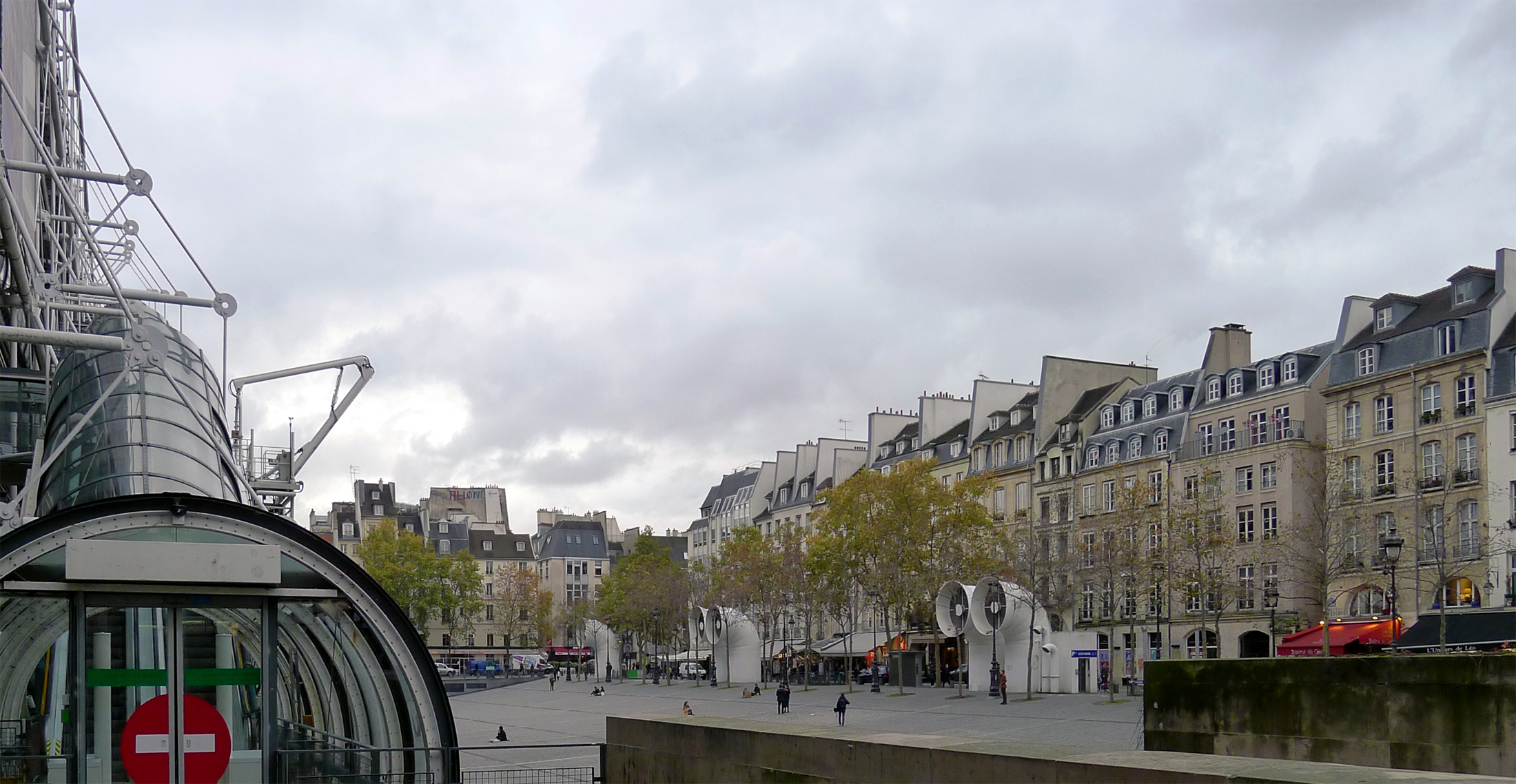
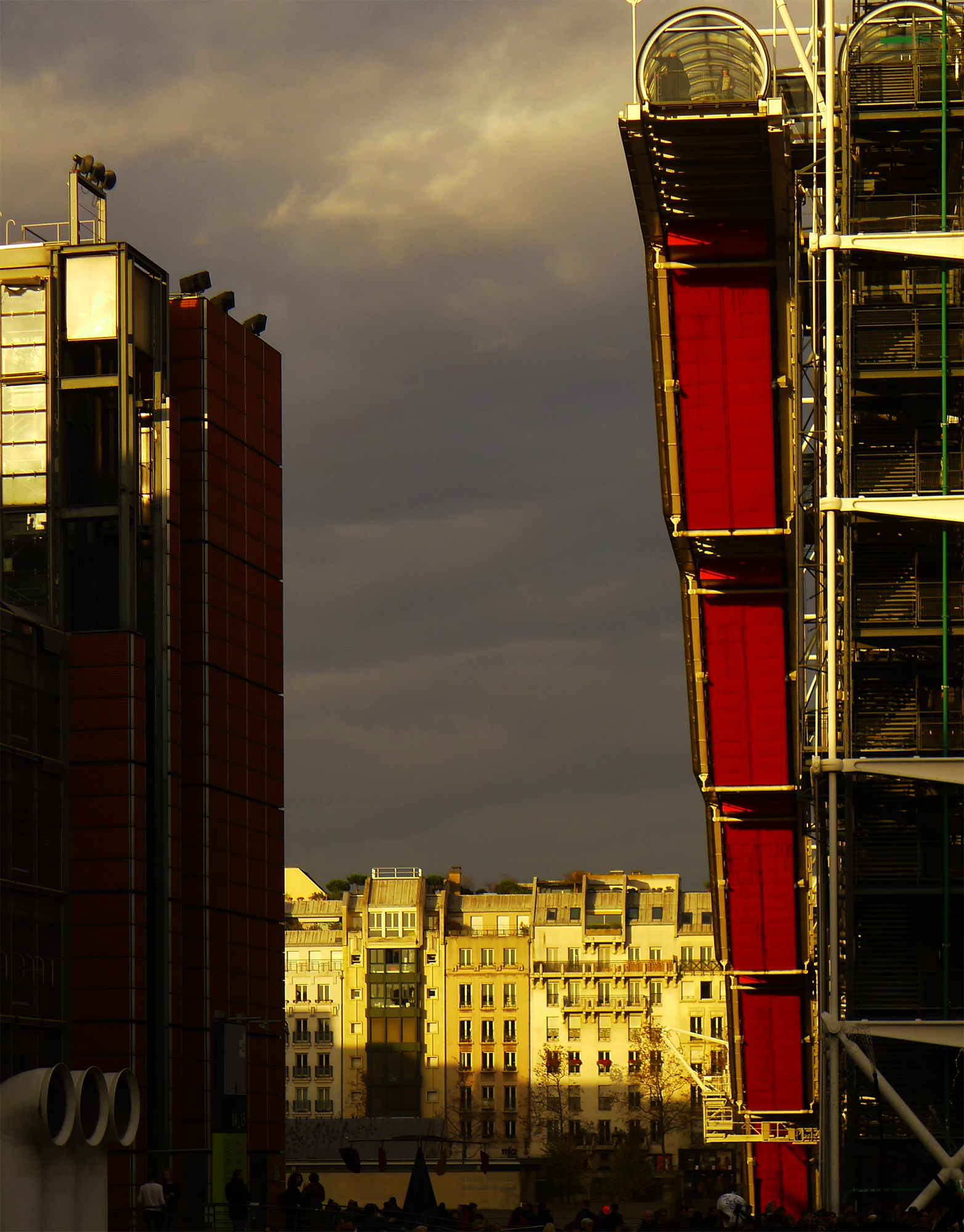

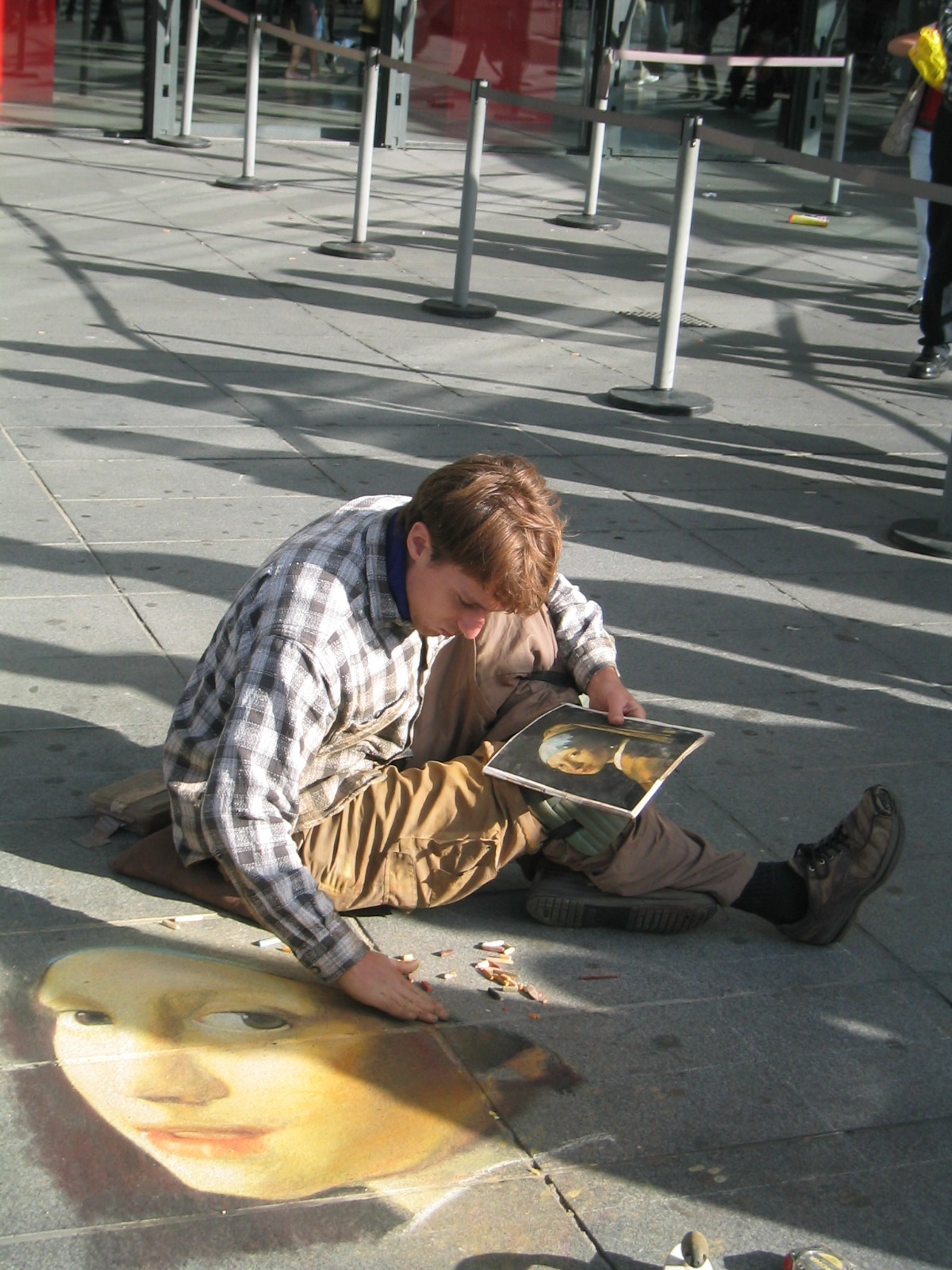
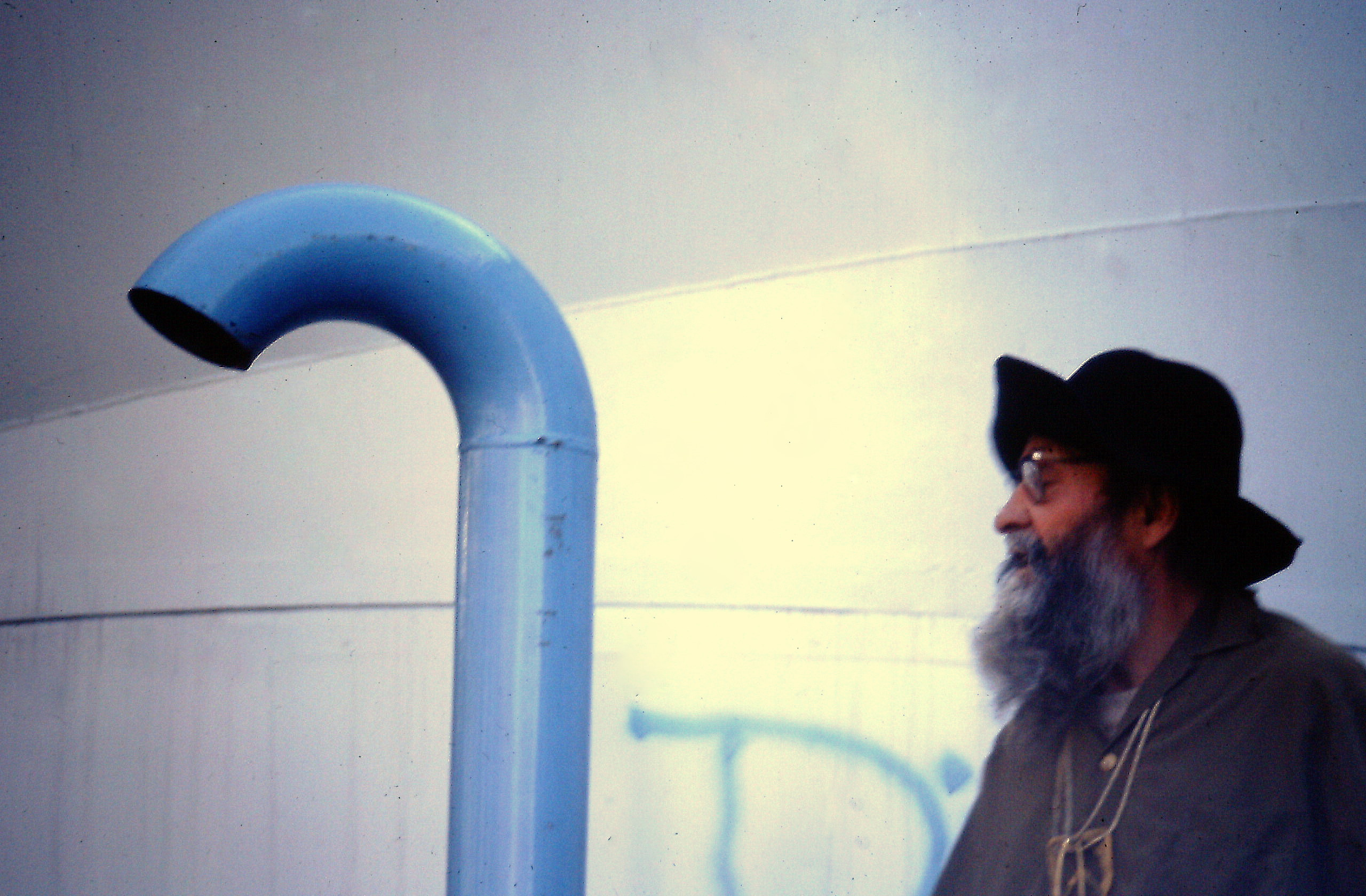
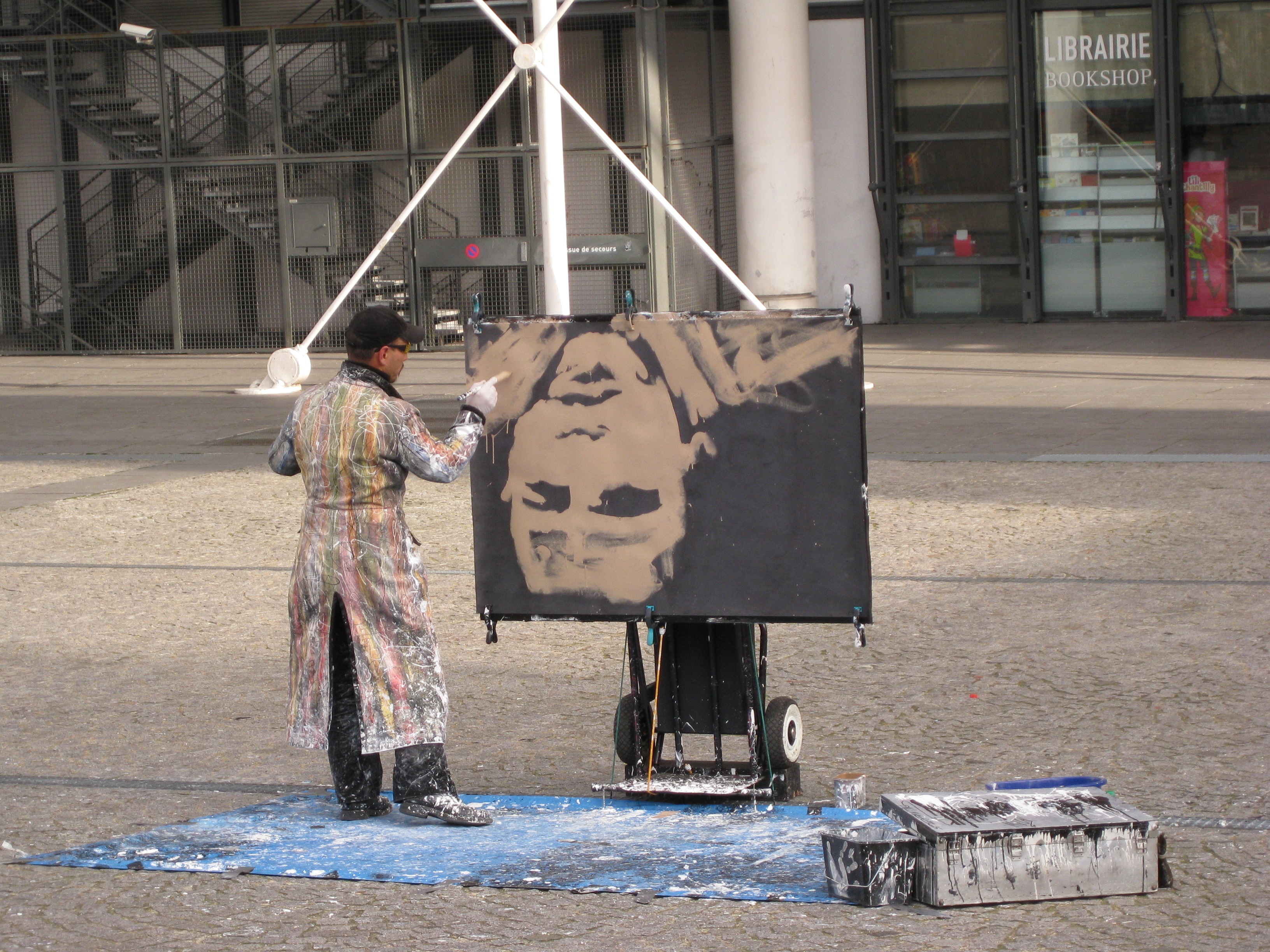